# Rival (biograf)

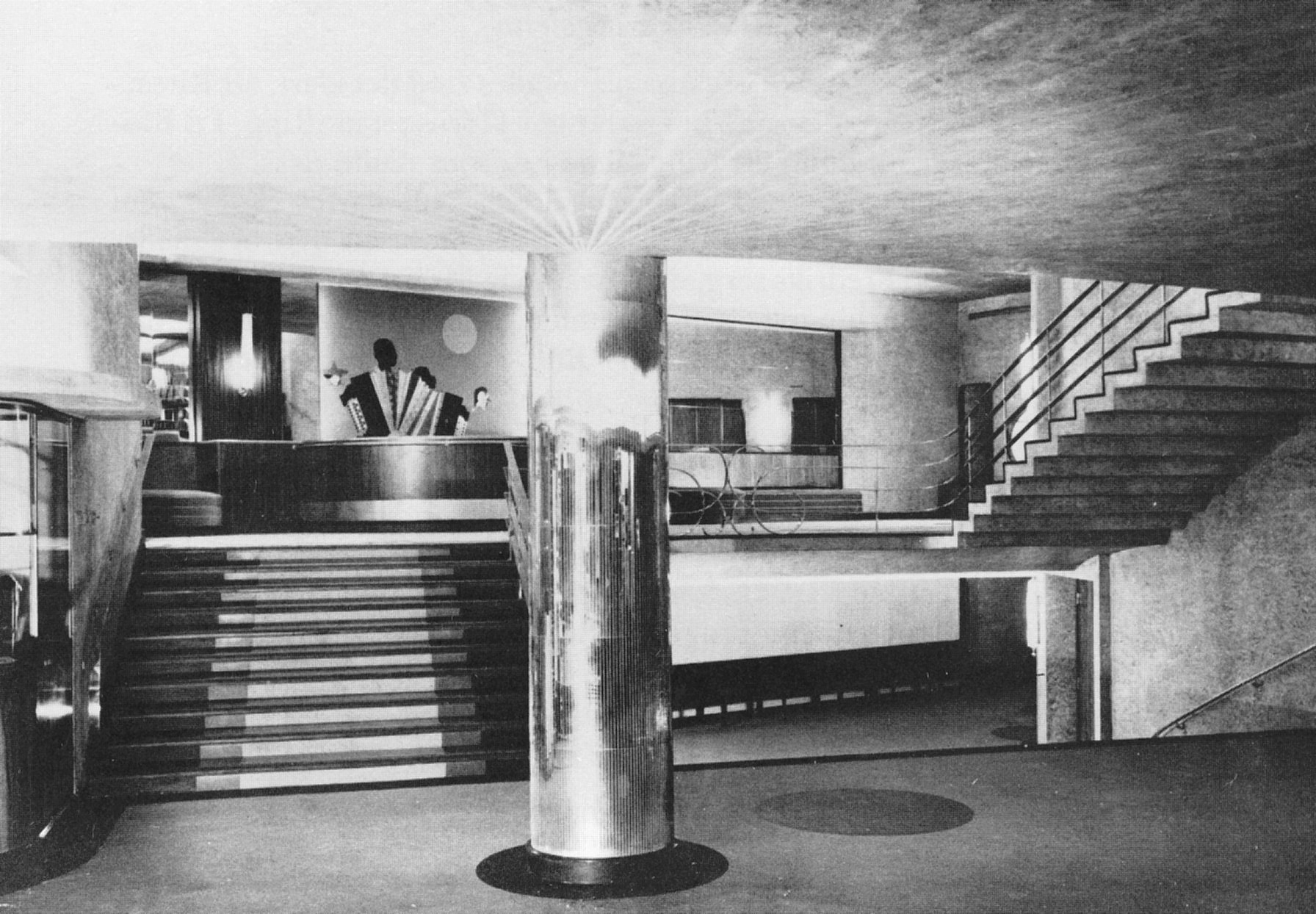
Rivals entréhall 1937.

Rival är en teater- och konsertlokal och före detta biograf i kvarteret Rosendal vid Mariatorget i Stockholm, som inryms i Hotel Rival (före detta Hotel Aston). 

## Historia

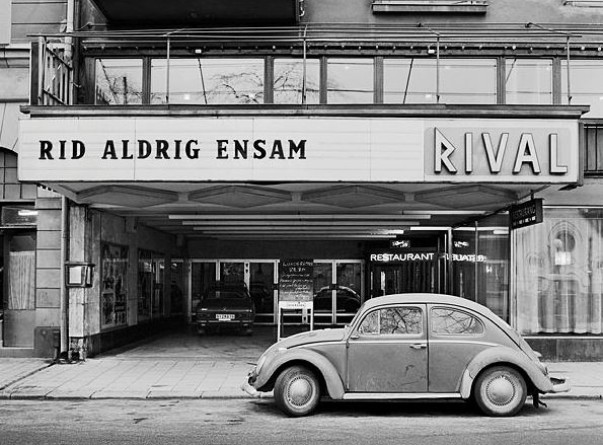
Biograf Rival 1974.

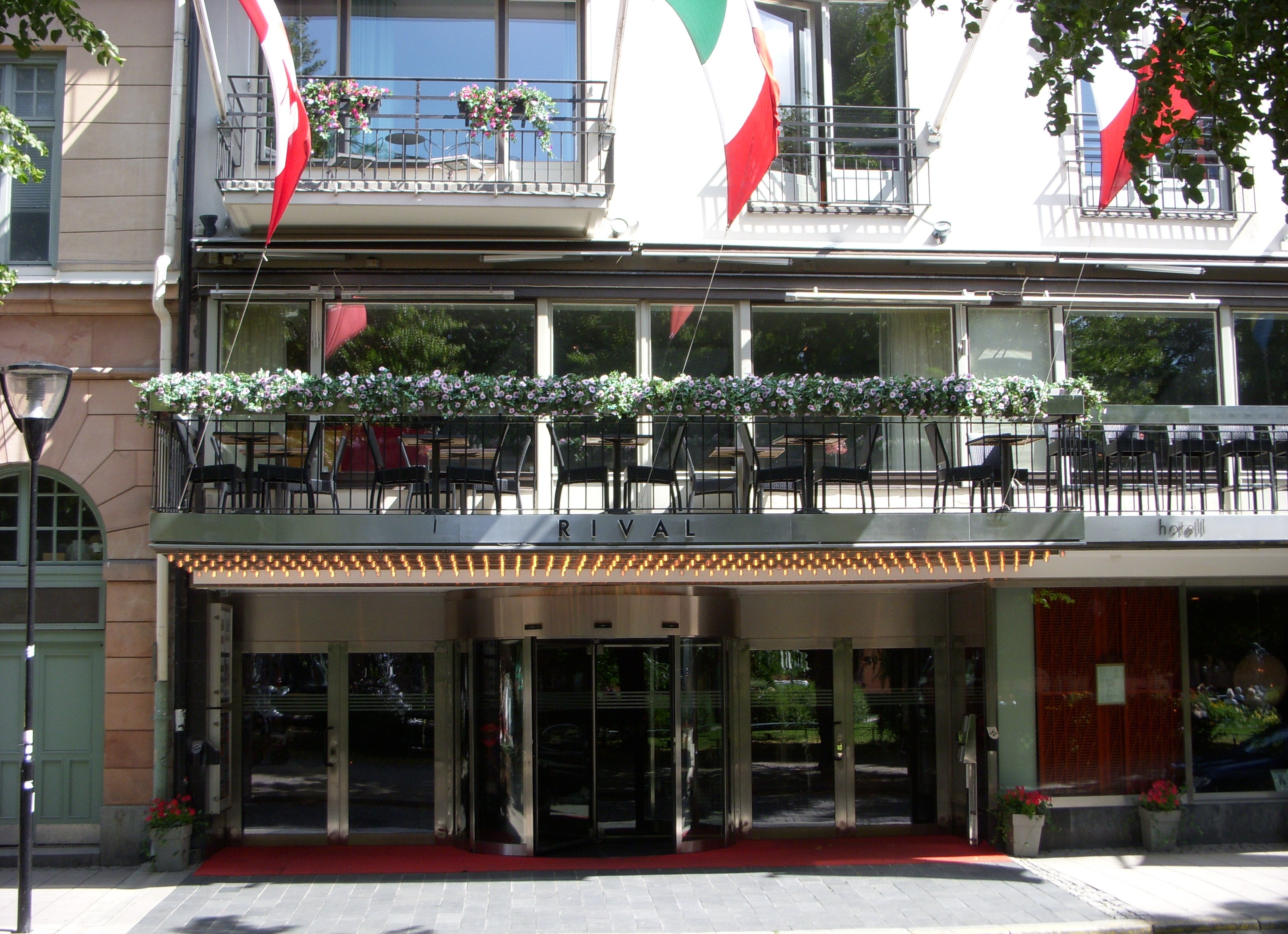
Hotell Rival 2009.

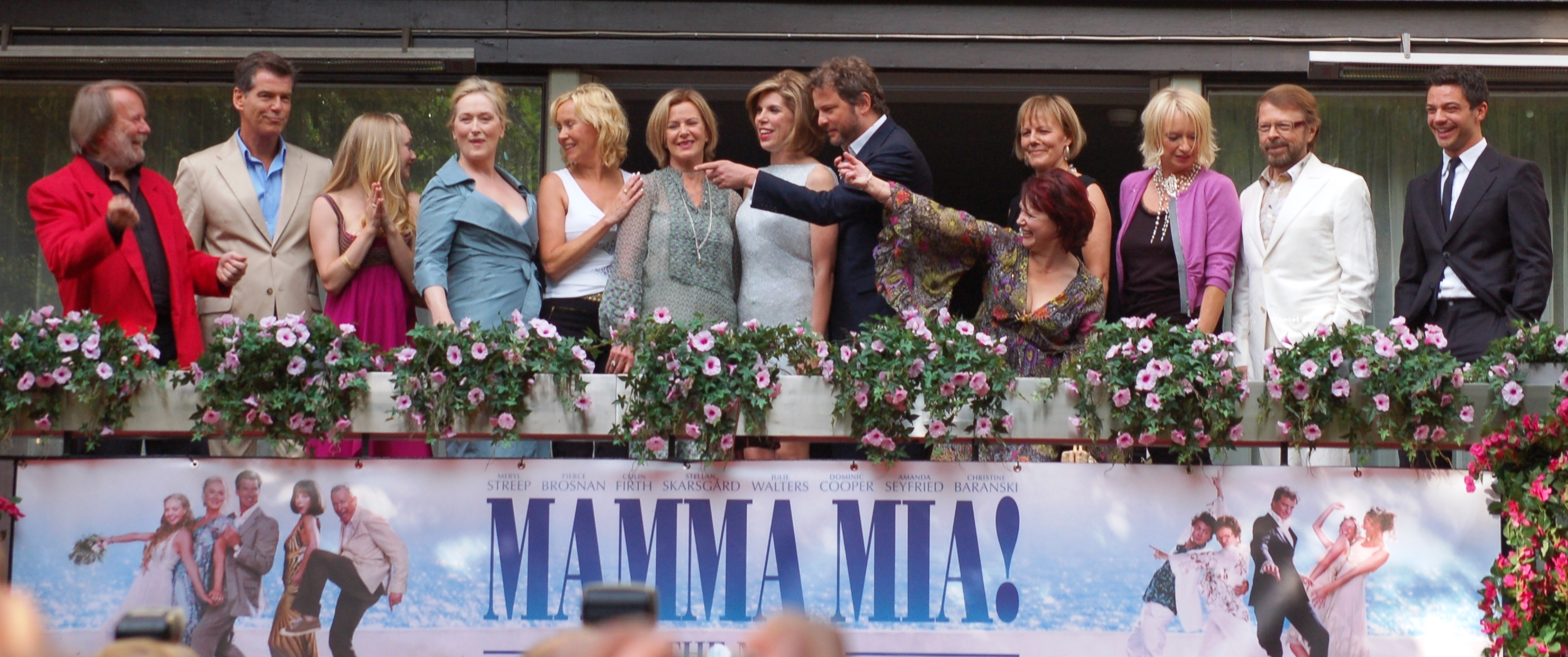
Abba med bland andra Streep, Brosnan och Firth på Rivals balkong 2008

Rival byggdes av Ri-Teatrarna och skulle ersätta deras biograf Ripp vid Hornsgatan som revs 1939 för att ge plats åt den nya Södergatan. Som ersättning för Ripp fick Ri-Teatrarna plats i en nybebyggd fastighet vid Adolf Fredriks torg (nuvarande Mariatorget). Den nya byggnaden skulle förutom filmpalats även innehålla ett hotell ("Hotel Aston") samt restaurang och konditori.
Rival ritades av arkitekt Rolf Hagstrand och uppfördes av byggmästare Gösta Videgård. Inredningen gestaltades av den danska inredningsarkitekten Marcus Lorentzen, som hade ritat flera biografer, bland annat i Göteborg. Genom honom fick den nya filmteatern ett elegant, kontinentalt utseende med funktionalistiska inslag. Entréhallen utformades luftig och i flera plan förbundna med breda trappor. Rival hade från början 1 218 platser (868 platser 1999) och var därmed Ri-Teatrarnas största salong, något större än Rigoletto som hade 1201 platser. 
Biografen invigdes med en prolog av Karl Gerhard den 26 december 1937, och med filmen Kronans pärlor. 
År 1983 såldes Rival tillsammans med resten av Ri-Teatrarnas biografer till Europafilm och 1984 blev det en biograf ägd av SF Bio AB. 2003 köptes hotellet och biografen, som var nedläggningshotat, av Abba-musikern Benny Andersson. Biografen har renoverats varsamt och innehåller numera 700 platser. 
Den 4 juli 2008 premiärvisades här filmen Mamma Mia i närvaro av alla Abba-medlemmar samt flera av filmens skådespelare.

## Teateruppsättningar (ej komplett)
| År   | Produktion         | Upphovsmän                                 | Regi                          | Noter |
| ---- | ------------------ | ------------------------------------------ | ----------------------------- | --- |
| 2011 | Modren             | Ulrika Larsson och Sissela Nutley          | Ulrika Larsson Olle Ljungberg | Premiär 28 september 2011 Anki Albertsson, Ing-Marie Carlsson Scenografi Olle Ljungberg, Koreografi Joachim Staaf, Kostymdesign Åsa Kalzén                           |
| 2019 | Kvinnan som är jag | Lisa Nilsson                               | Anna Ståhl                    | Premiär 14 februari 2019 Lisa Nilsson, Nikola Stankovic Kapellmästare Pål Svenre, Scenografi Erik Gullberg, Kostym Camilla Thulin, Ljus Johan Sundén                 |
| 2019 | Art                | Yasmina Reza Översättning Edward af Sillén | Edward af Sillén              | Premiär 23 februari 2019 Johan Rheborg, Per Andersson, Henrik Schyffert Scenografi och kostym Annsofi Nyberg, Ljus Ellen Ruge, Musik Andreas Grill och Andreas Grube |

### Fotnoter
1. ↑  ”"Mamma Mia"-stjärnor i Stockholm”. Dagens Nyheter. 4 juli 2008. http://www.dn.se/kultur-noje/film-tv/mamma-mia-stjarnor-i-stockholm/.